# Глосолалија
Глосолалија је активност  у којој људи изговарају речи или звукове налик говору, за које верници често мисле да су језици непознати говорнику. Једна дефиниција коју користе лингвисти је течно изговарање слогова налик говору којима недостаје било какво једноставно разумљиво значење. У неким случајевима, када је део верске праксе, неки верују да се ради о божанском језику непознатом говорнику. Глосолалија се практикује у пентекостном и харизматичном покрету у хришћанству, као и у другим религијама.
Фредерик Фарар је први пут употребио реч глосолалија 1879.
Запажено је да друге верске групе практикују неки облик теопнеустичке глосолалије. Најчешће је присутно у паганизму, шаманизму и другим медијумистичким верским праксама. У Јапану, Удружење „Божије светлости” веровало је да глосолалија може да наведе своје присталице да се присете прошлих живота. Глосолалија је једно од могућих објашњења за Војничев рукопис.

## Медицинско истраживање
Глосолалија је класификована као не-неурогени поремећај језика. Већина људи који изражавају глосолалију немају неки неуропсихијатријски поремећај.
Неурослика мождане активности током глосолалије не показује активност у језичким деловима мозга. Другим речима, може се карактерисати специфичном можданом активношћу и може бити научено понашање.
Експериментална студија из 1973. године истакла је постојање два основна типа глосолалије: статичну форму која има тенденцију донекле коакције ка понављању и динамичнију која тежи слободном повезивању елемената сличних говору.
Студија коју је спровео American Journal of Human Biology открила је да је говор у језицима повезан и са смањењем циркулаторног кортизола и повећањем активности ензима алфа-амилазе – два уобичајена биомаркера смањења стреса који се могу мерити кроз пљувачку. Неколико социолошких студија извештава о различитим друштвеним користима бављења пентекостном глосолалијом, као што је повећање самопоуздања.

## Критика
Анализа открива да је у питању псеудо-језик коме недостаје доследна синтакса, семантичко значење, обично ритмичке или поетске природе и сличан је матерњем језику говорника. Узорци глосолалије показују недостатак доследности потребне за смислено поређење или превод. Такође се не користи за комуникацију између колега говорника глосолалије, иако значење може превести укључени вођа, у складу са било којом поруком или учењем датог тог дана и подржавајући га, на неки начин дајући божански легитимитет ономе што је речено. Међутим, чешће је да преводе други од вође.
Различите хришћанске групе су критиковале пентекостални и харизматични покрет због тога што су поклањали превише пажње мистичним манифестацијама, као што је глосолалија.
У одређеним евангелистичким и другим протестантским црквама, ово искуство је схваћено као дар да се говоре страни језици без претходоног учења, за потребе евангелизације.
Теолози подсећају да на дан Педесетнице, ученици који су примили крштење Светим Духом, нису говорили непознатим језицима, већ су славили Бога на другим језицима које су неверници у разним деловима света могли да разумеју, што је чинило користан дар за евангелизацију.